# Velika nagrada Koreje
Velika nagrada Koreje je dirka Svetovnega prvenstva Formule 1, ki je prvič potekala v sezoni 2010 na Korejskem mednarodnem dirkališču, ki ga je zasnoval Hermann Tilke, v Jeongamu, Južna Koreja.

## Zmagovalci
| Sezona | Konstruktor      | Moštvo           | Dirkališče | Poročilo |
| ------ | ---------------- | ---------------- | ---------- | -------- |
| 2013   | Sebastian Vettel | Red Bull-Renault | Jeongam    | Poročilo |
| 2012   | Sebastian Vettel | Red Bull-Renault | Jeongam    | Poročilo |
| 2011   | Sebastian Vettel | Red Bull-Renault | Jeongam    | Poročilo |
| 2010   | Fernando Alonso  | Ferrari          | Jeongam    | Poročilo |